# Lijst van gotische gebouwen in Hauts-de-France
Dit is een (onvolledige) lijst van de gebouwen die in de gotische stijl zijn gebouwd in de Franse regio Hauts-de-France. Vaak zijn de gebouwen niet volledig in gotische stijl gebouwd, in dat geval worden enkel de gegevens van het gotische gedeelte gegeven.
| Naam                               | Functie | Start bouw (jaar) | Voltooid (jaar) | Stijl          | Huidige staat                                    | Oorspronkelijke hoogte (m) | Huidige hoogte (m) | Lengte (m) | Breedte (m) | Stad              | Departement        | Afbeelding |
| ---------------------------------- | ------- | ----------------- | --------------- | -------------- | ------------------------------------------------ | -------------------------- | ------------------ | ---------- | ----------- | ----------------- | ------------------ | ---------- |
| Belfort van Duinkerke              | Belfort | na 1450           | voor 1551       | Gotiek         | Gerestaureerd                                    | ?                          | ?                  | ?          | ?           | Duinkerke         | Noorderdepartement |            |
| Sint-Vaastkerk                     | Kerk    | ?                 | ?               | Vlaamse gotiek | Heropgebouwd                                     | ?                          | 82                 | ?          | ?           | Hondschote        | Noorderdepartement |            |
| Onze-Lieve-Vrouw van de Cryptekerk | Kerk    | ± 1300            | ?               | Gotiek         | Wordt gerestaureerd                              | ?                          | ?                  | ?          | ?           | Kassel            | Noorderdepartement |            |
| Abdij van Sint-Bertinus            | Abdij   | ?                 | ?               | Gotiek         | Ruïne                                            | ?                          | ?                  | ?          | ?           | Sint-Omaars       | Pas-de-Calais      |            |
| Onze-Lieve-Vrouwekathedraal        | Kerk    | 1263              | ?               | Gotiek         | Gerestaureerd                                    | ?                          | ?                  | 103        | 30          | Sint-Omaars       | Pas-de-Calais      |            |
| Abdij van Sint-Winoksbergen        | Abdij   | ?                 | ?               | Gotiek         | Deels ruïne, deels heropgebouwd en gerestaureerd | ?                          | ?                  | ?          | ?           | Sint-Winoksbergen | Noorderdepartement |            |